# Osowo (Gołdap)
Osowo (deutsch Ossöwen, 1938 bis 1945 Ossau) ist ein Dorf in der polnischen Woiwodschaft Ermland-Masuren, das zur Stadt- und Landgemeinde Gołdap (Goldap) im Kreis Gołdap.

## Geographische Lage
Osowo liegt im Nordosten der Woiwodschaft Ermland-Masuren am Westhang der Seesker Höhe (polnisch: Wzgórza Szeskie), neun Kilometer südlich der Kreisstadt Gołdap (Goldap).

## Geschichte
Die kleine bis 1938 Ossöwen genannte Ortschaft trug im Laufe der Zeit verschiedene Namensformen: Oszewen (nach 1736), Oschewen (nach 1763) und Ossewen (nach 1785). Sie bestand vor 1945 aus ein paar verstreuten kleinen Höfen. Im Jahr 1874 wurde das Dorf in den neu errichteten Amtsbezirk Grabowen (polnisch: Grabowo) eingegliedert, der – 1939 in „Amtsbezirk Arnswald“ umbenannt – bis 1945 bestand und zum Kreis Goldap im Regierungsbezirk Gumbinnen der preußischen Provinz Ostpreußen gehörte.
Im Jahr 1910 waren in Ossöwen 56 Einwohner registriert. Ihre Zahl verringerte sich bis 1933 auf 48 und belief sich 1939 noch auf 42.
Am 3. Juni 1938 erhielt Ossöwen im Zuge der nationalsozialistischen Umbenennungsaktion den Namen „Ossau“. In Kriegsfolge kam das Dorf dann 1945 mit dem südlichen Ostpreußen zu Polen und heißt seitdem „Osowo“. Heute ist es mit Sitz eines Schulzenamtes (polnisch: Sołectwo) eine Ortschaft im Verbund der Stadt- und Landgemeinde Gołdap im Powiat Gołdapski, bis 1998 zur Woiwodschaft Suwałki, seither zur Woiwodschaft Ermland-Masuren zugehörig.

## Religionen
Die mehrheitlich evangelische Bevölkerung Ossöwens war bis 1945 in das Kirchspiel der Kirchen in Goldap im Kirchenkreis Goldap in der Kirchenprovinz Ostpreußen der Kirche der Altpreußischen Union eingepfarrt. Die wenigen katholischen Kirchenglieder waren zur Pfarrkirche nach Goldap im Bistum Ermland hin orientiert.
Seit 1945 lebt in Osowo eine überwiegend katholische Einwohnerschaft, die jetzt zur neu errichteten Pfarrei in Grabowo im Dekanat Gołdap innerhalb des Bistums Ełk (Lyck) der Katholischen Kirche in Polen gehört. Hier lebende evangelische Kirchenglieder gehören zur Kirchengemeinde in Gołdap, einer Filialgemeinde der Pfarrei in Suwałki in der Diözese Masuren der Evangelisch-Augsburgischen Kirche in Polen.

## Verkehr
Osowo liegt östlich der polnischen Woiwodschaftsstraße DW 650 (einstige deutsche Reichsstraße 136) und ist über eine Stichstraße von Marcinowo (Marczinowen, 1938 bis 1945 Martinsdorf) zu erreichen. Die nächste Bahnstation war bis 1945 Grabowen (1938 bis 1945: Arnswald, polnisch: Grabowo) an der Bahnstrecke Angerburg–Goldap, die nach dem Zweiten Weltkrieg nicht wieder in Betrieb genommen wurde.